# Carlos Sousa
Carlos Alberto Cabral do Rego Sousa (* 16. Januar 1966 in Almada) ist ein portugiesischer Marathonrallyefahrer.
Sousa debütierte 1989 im Rallye-Raid-Sport am Steuer eines UMM und wurde 1995 Portugiesischer Offroad-Meister. 1996 folgte seine erste Teilnahme bei der Rallye Dakar, die er als Zwölfter beendete.
1999 wurde Sousa Fahrer des Privatteams Mitsubishi Portugal und nahm auf Mitsubishi Pajeros und auch auf Mitsubishi L200 an Rallyes teil. Im selben Jahr gelang ihm erneut der Sieg bei der Portugiesischen Offroad-Meisterschaft. 2000 gewann Sousa seine ersten Etappen bei der Rallye Dakar, jedoch verunfallte er wenige Tage später mit seinem Beifahrer João Luz schwer. Ein Jahr später erreichte er das Ziel als Fünfter und wiederholte seinen Erfolg bei der Portugiesischen Offroad-Meisterschaft. 2002 verteidigte er seinen Titel und wurde auch bei der Rallye Dakar wieder Fünfter. 2003 errang er mit einem vierten Platz bei der Rallye Dakar sein bisher bestes Ergebnis. Außerdem siegte Sousa bei mehreren Bajas und Rallye Raids und gewann somit die Marathonrallye-Weltmeisterschaft. Auch 2004, seinem letzten Jahr bei Mitsubishi, konnte er wieder zahlreiche Erfolge feiern.
Zur Saison 2005 wechselte Sousa zu einem Nissan-Kundenteam, welches mit Nissan Navara antrat. Im ersten Jahr bei seinem neuen Team wurde er bei der Rallye Dakar Siebter. 2006 fuhr er ein weiteres Jahr auf Nissan Navara. Auf der Startetappe der Rallye Dakar 2006 in Portugal zeigte er sich wie gewöhnlich besonders stark und wurde nur von Carlos Sainz senior geschlagen. Am Ende der Rallye belegte Sousa in der Gesamtwertung Platz sieben.
Noch 2006 wechselte Sousa zum Kundenteam Lagos, bei dem er in einem VW Race Touareg II an Rallyes teilnahm. Im Jahr darauf bestritt er mit seinem Beifahrer Andreas Schulz die Rallye Dakar 2007. Dieses Mal gelang ihm der Sieg auf der ersten Etappe. Allerdings verlor er auf der siebten Etappen jegliche Chancen auf eine vordere Platzierung, da es zu Unstimmigkeiten mit seinem Beifahrer kam: Nachdem das Team sein festgefahrenes Fahrzeug aus dem Sand befreite, fuhr Sousa direkt weiter, um eine geeignete Stelle zum Anhalten zu suchen, wo er gefahrlos auf seinen Beifahrer Schulz warten konnte, ohne wieder im Sand stecken zu bleiben. Allerdings verlor Schulz ihn in den Dünen aus den Augen und konnte Sousa erst 90 Minuten später wieder finden. Am Ende der Rallye sprang daher erneut nur der siebte Platz heraus. Im Jahr 2008 wurde er bei der Mitteleuropa-Rallye Fünfter.
In 2009 startete Sousa wieder für Mitsubishi im neuen Racing Lancer.
Bei der Rallye Dakar 2014 startete Sousa für das chinesische Haval Rally Team in einem Haval H8. Nach der Gesamtführung durch den Sieg auf der ersten Etappe fiel er auf der 2. Etappe bereits mit Turboladerschaden aus.